# Nicky Oppenheimer

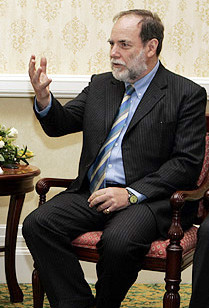
De-Beers-Vorsitzender Nicholas Oppenheimer 2006 in Südafrika

Nicholas „Nicky“ Frank Oppenheimer (* 8. Juni 1945 in Johannesburg) ist ein südafrikanischer Unternehmer.

## Leben
Oppenheimers Eltern sind der Unternehmer Harry Frederick Oppenheimer, der deutsch-jüdischer Abstammung war, und Bridget Oppenheimer. Sein Großvater war Ernest Oppenheimer, Diamantenhändler und Gründer der Anglo American Corporation.
Er besuchte die britische Harrow School und studierte Philosophie, Politikwissenschaften und Wirtschaftswissenschaften am Christ Church College in Oxford. Oppenheimer wurde 1983 stellvertretender Vorsitzender des südafrikanischen Bergbauunternehmens Anglo American, das sein Großvater gegründet hatte und dessen Vorsitzender sein Vater bis 1982 war, und übernahm 1998 den Vorsitz des südafrikanischen Unternehmens De Beers, das vor ihm bereits sein Großvater und sein Vater geleitet hatten. Im Jahr 2011 verkaufte er nach einer Reihe von unternehmerischen Rückschlägen den 40%-Anteil der Familie Oppenheimer an De Beers für rund 5,1 Milliarden Dollar an Anglo American und gab 2012 seine Position im Unternehmen ab.
Oppenheimer wird in der Forbes-Liste 2018 mit einem Vermögen von 7,7 Milliarden US-Dollar als reichster Südafrikaner und zweitreichster Afrikaner geführt. Er ist mit Orcillia „Strilli“ Oppenheimer, einer Tochter von Helli Lasch, verheiratet und wohnt vorwiegend in Johannesburg sowie in Waltham Place im britischen White Waltham, Berkshire. Das Paar hat einen Sohn, Jonathan, der ebenso im Bereich des Diamantenabbaus tätig ist.

## Ehrungen
Nach Oppenheimer ist das 40.000 Zuschauer fassende Nicky Oppenheimer Stadium in Orkney benannt.

## Werke
- Luke Over, Nicholas Oppenheimer, Chris Tyrrell: Waltham Place: and its Surrounding Parish. 2001, ISBN 0-9541669-0-6.